# Biblioteca Nacional de Armenia
La Biblioteca Nacional de Armenia (en armenio, Հայաստանի Ազգային գրադարան) es el depósito legal para la República de Armenia y se encuentra en la capital, Ereván; el edificio que la acoge se levantó en 1939, y está diseñado para almacenar hasta siete millones de ejemplares.
Las salas de lectura abren diariamente a las nueve de la mañana, hasta las ocho de lunes a viernes, hasta las siete los sábados, y hasta las cinco los domingos. Conserva, entre otras importantes obras, el Urbatagirk, el libro más antiguo impreso en armenio, que salió de las prensas de Venecia en 1512.